# Liste der Baudenkmäler in Töging am Inn

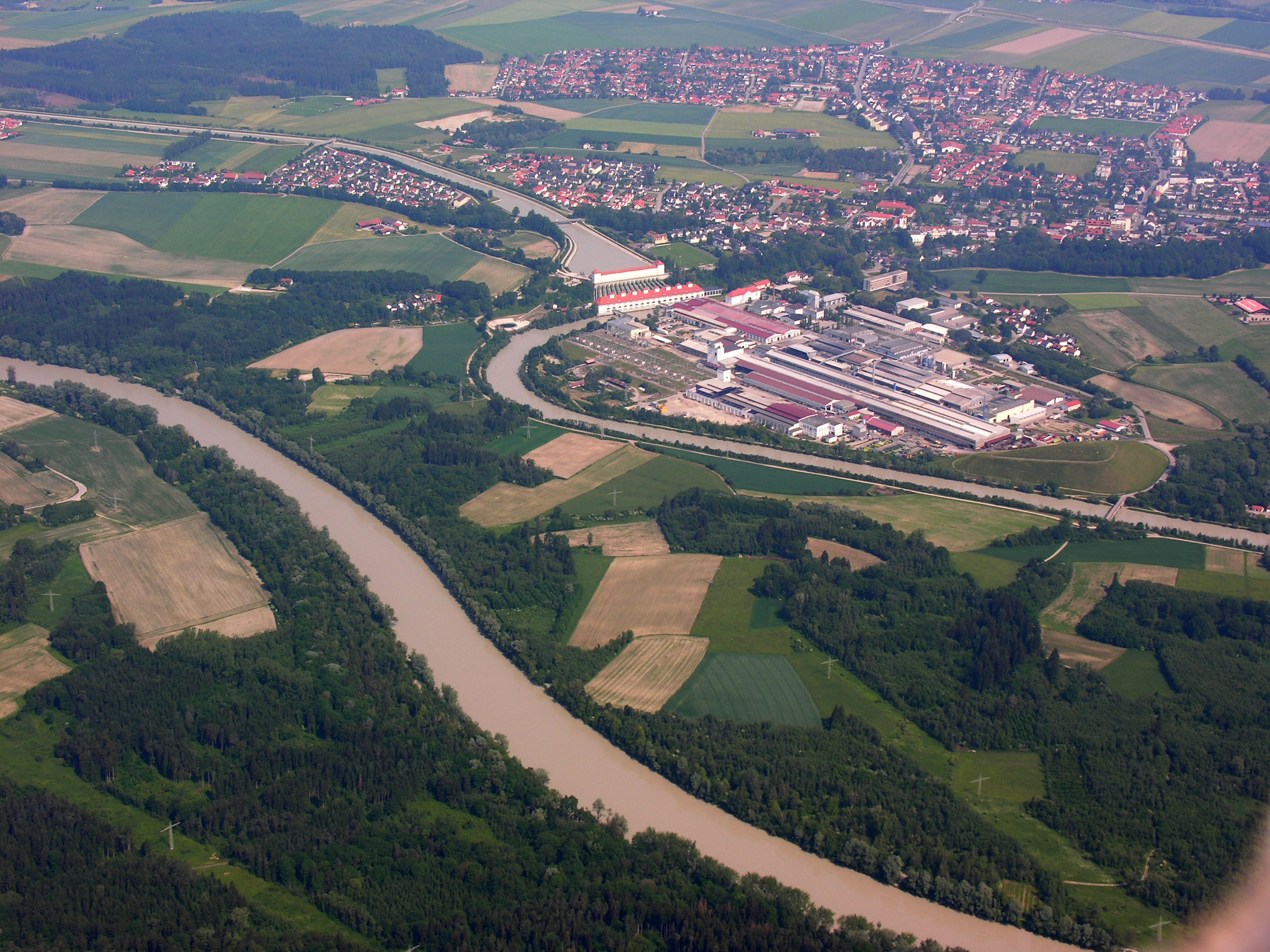
Töging und sein Kraftwerk aus der Luft

Auf dieser Seite sind die Baudenkmäler in der oberbayerischen Stadt Töging am Inn zusammengestellt. Diese Tabelle ist eine Teilliste der Liste der Baudenkmäler in Bayern. Grundlage ist die Bayerische Denkmalliste, die auf Basis des Bayerischen Denkmalschutzgesetzes vom 1. Oktober 1973 erstmals erstellt wurde und seither durch das Bayerische Landesamt für Denkmalpflege geführt wird. Die folgenden Angaben ersetzen nicht die rechtsverbindliche Auskunft der Denkmalschutzbehörde.

## Baudenkmäler nach Ortsteilen

### Töging
| Lage                                                                   | Objekt                                                           | Beschreibung | Akten-Nr.     | Bild                |
| ---------------------------------------------------------------------- | ---------------------------------------------------------------- | --- | ------------- | ------------------- |
| Hauptstraße 9 (Standort)                                               | Katholische Pfarrkirche St. Johann Baptist                       | spätgotische Saalkirche, um 1500, im Kern romanisch, mit nördlichem Erweiterungsbau, basilikale Anlage mit Oktogon und Kuppel, Richard Steidle, 1923; mit Ausstattung | D-1-71-132-1  | weitere Bilder      |
| Innstraße 6 (Standort)                                                 | Ehemaliges Kleinbauernhaus                                       | Zweigeschossiger Blockbau mit Schrot, 18. Jahrhundert, im Erdgeschoss traufseitige Vormauerung, ehemaliger Wirtschaftsteil zu Wohnungen ausgebaut | D-1-71-132-2  | weitere Bilder      |
| Innstraße 8 (Standort)                                                 | Geschnitzte Haustür                                              | an einem Bauernhaus, zweites Viertel 19. Jahrhundert | D-1-71-132-3  | Geschnitzte Haustür |
| Werkstraße 18; Nähe Werkstraße; Söderbergstraße 2; Innkanal (Standort) | Wasserkraftwerk der ehemaligen Innwerke, Bayerische Aluminium AG | architektonische Gestaltung wohl nach Plänen von Hermann Buchert, 1919–1924; Krafthaus, langgestreckter Walmdachbau mit lisenengegliederten Putz- und Fensterflächen, rustizierten Eckeinfassungen und niedrigem rückwärtigem Anbau, mit acht turmartigen Aufbauten mit Zeltdach, mit technischer Ausstattung; drei Kabelbrücken in die ehemaligen Ofenhallen, Betonkonstruktionen mit Satteldach und Lünettenfenstern auf Betonpfeilern; Wasserschloss, langgestreckter Satteldachbau mit Putzgliederung und rustizierter Eckeinfassung, flankierende Türme mit Walmdach, mit technischer Ausstattung; zwischen Wasserschloss und Kraftwerk 15 genietete Rohrbahnen mit betonierten Widerlagern; Energievernichter mit Entlastungsabfluss; Kompressorhaus, eingeschossiger Satteldachbau mit Putzgliederung; Versuchsstation, eingeschossiger Satteldachbau | D-1-71-132-17 | weitere Bilder      |

### Aresing
| Lage                  | Objekt                              | Beschreibung | Akten-Nr.    | Bild           |
| --------------------- | ----------------------------------- | --- | ------------ | -------------- |
| Aresing 1 (Standort)  | Bauernhaus des Vierseithofes        | Wohnstallhaus mit Flachsatteldach und Traufschrot, verschalter Blockbau, östliche Giebelseite mit Bundwerk, bezeichnet mit dem Jahr 1846; Querstadel mit Bundwerk, gleichzeitig | D-1-71-132-5 | weitere Bilder |
| Aresing 1 (Standort)  | Kapellenbildstock mit Lourdesgrotte | Errichtet Ende 19. Jahrhundert, um 1997/98 geringfügig versetzt | D-1-71-132-8 | weitere Bilder |
| Aresing 6 (Standort)  | Ehemaliges Kleinbauernhaus          | Obergeschoss in Blockbauweise, mit Giebelschrot, wohl erste Hälfte 19. Jahrhundert; Backhaus, wohl 19. Jahrhundert                                                              | D-1-71-132-6 | weitere Bilder |
| Aresing 11 (Standort) | Bundwerkstadel                      | zum Vierseithof gehörig, drittes Viertel 19. Jahrhundert | D-1-71-132-7 | weitere Bilder |

### Dorfen
| Lage                | Objekt | Beschreibung                                                                  | Akten-Nr.    | Bild           |
| ------------------- | ------ | ----------------------------------------------------------------------------- | ------------ | -------------- |
| Dorfen 2 (Standort) | Stadel | Südlich Bundwerkstadel, zugehörig zum Bauernhof, erste Hälfte 19. Jahrhundert | D-1-71-132-9 | weitere Bilder |

### Engfurt
| Lage                       | Objekt                                                 | Beschreibung | Akten-Nr.     | Bild           |
| -------------------------- | ------------------------------------------------------ | --- | ------------- | -------------- |
| Engfurt 1 (Standort)       | Garteneinfriedung                                      | mit zwei Eckpavillons und Tor des ehemaligen Kastenamtshauses, 18. Jahrhundert | D-1-71-132-10 | weitere Bilder |
| Engfurt 2 (Standort)       | Wohnhaus                                               | Barockisierender Walmdachbau, westlicher Trakt dreigeschossig, mit Volutengiebel und Kastenerkern, bemalten Fensterläden und Balkon, östlicher Trakt zweigeschossig, mit Zwerchhaus, erbaut 1890, Umbau um 1910; westlich Nebengebäude, zwei- bzw. dreigeschossiger Walmdachbau, durch Torbogen mit Haupthaus verbunden, spätes 19./frühes 20. Jahrhundert; östlich Stadel, zweigeschossiger, massiver Satteldachbau, durch Torbogen mit Haupthaus verbunden, wohl spätes 19. Jahrhundert; Salettl, spätes 19./frühes 20. Jahrhundert | D-1-71-132-11 | weitere Bilder |
| Engfurt 5 (Standort)       | Eremitei mit Kapelle der Hl. Dreifaltigkeit, Häublberg | Kapelle und Wohnbau in baulicher Einheit auf rechteckigem Grundriss, 1718; mit Ausstattung; Backhaus, wohl 18. Jahrhundert | D-1-71-132-12 | weitere Bilder |
| Flur Häubelberg (Standort) | Rastkapelle                                            | Waldkapelle, 17./18. Jahrhundert; mit Ausstattung; nördlich oberhalb der Eremitage; Weg zur Kapelle, mit einfachen Kreuzwegstationen | D-1-71-132-13 | BW             |

### Höchfelden
| Lage                    | Objekt         | Beschreibung                                                  | Akten-Nr.     | Bild           |
| ----------------------- | -------------- | ------------------------------------------------------------- | ------------- | -------------- |
| Höchfelden 5 (Standort) | Bundwerkstadel | südlicher Trakt des Vierseithofes, nach Mitte 19. Jahrhundert | D-1-71-132-15 | weitere Bilder |